# Theaterplan

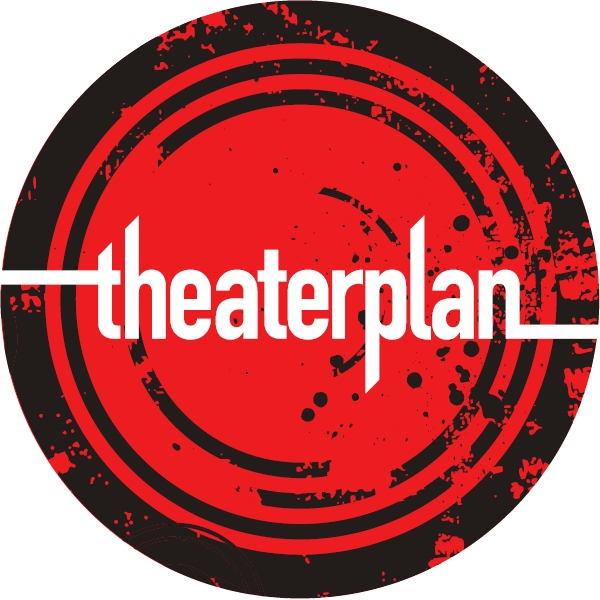
Beeldmerk Theaterplan

Stichting Theaterplan is een stichting in Eindhoven die via musicals en muziektheaterproducties deelname aan theater door jongeren wil bevorderen.
Jaarlijks produceert Theaterplan een musical met jongeren en brengt het twee werkplaatsproducties tot stand waarin jonge theatermakers onder begeleiding een eigen voorstelling kunnen maken.

## Geschiedenis
In 1990 begon docent Mons de Goede met de toneelproductie 'Parsival' in samenwerking met Het Zuidelijk Toneel met Theaterplan. Hij werd artistiek leider en bleef dat tot 2005. Ook de regie van het merendeel van de musicalproducties was van zijn hand. Co-producent van Theaterplan was de Stadsschouwburg van Eindhoven, waar ook de voorstellingen plaatsvonden.
In 2005 werd het artistiek leiderschap overgedragen aan Remko Romers. Deze overdracht ging gepaard met een verhuizing van de Stadsschouwburg naar het gebied Strijp S in Eindhoven. De stijl van de voorstellingen veranderde van musical naar muziektheater op locatie. In 2008 werd zowel de artistieke leiding als het bestuur van de stichting overgedragen aan een groep mensen die allemaal ooit eerder werkzaam waren bij Theaterplan. De oude werkmethode werd hersteld, aangevuld met werkplaatsproducties. De artistieke leiding kwam in handen van Ramses van Oers (musicalproducties) en Janus de Wit (werkplaatsproducties). De stichting verhuisde terug naar de schouwburg, inmiddels Parktheater geheten. Theaterplan is daar sinds 2009 het huisgezelschap.

## Werkwijze
- Musical: Jongeren tussen de 15 en de 24 jaar, met ambitie om in het theatervak terecht te komen, kunnen auditeren voor een musicalproductie.
- Werkplaats: Jonge theatermakers of studenten in het laatste jaar van diverse theateropleidingen maken op basis van een eigen concept een voorstelling.
- Educatie: Middels het actief benaderen van scholen met leerlingen binnen de doelgroep poogt Theaterplan het theaterbezoek van jongeren tussen de 12 en 22 te stimuleren.

## Deelnemers
Jaarlijks nemen ongeveer 35 jongeren deel aan de producties. Door de jaren heen zijn veel zangers, dansers, spelers, muzikanten en technici na Theaterplan doorgestroomd naar opleidingen en producties in de beroepssector, waar zij werk vinden als uitvoerend artiest, regisseur, presentator, dirigent, theatertechnicus of docent. Enkelen die hun carrière begonnen bij Stichting Theaterplan zijn:
- Yvon Jaspers
- Hein Gerrits
- Freek Bartels
- Wieneke Remmers
- Cindy Bell
- Henry van Loon
- Yvonne van den Eerenbeemt

## Musicalproducties
- 1994 West side story
- 1995 De Wiz
- 1996 Macbeth, de musical
- 1997 Man van La Mancha
- 1998 MOVE
- 1999 Jan Rap en zijn maat
- 2000 Pippin
- 2001 Hair
- 2002 Fame
- 2003 Pendragon
- 2004 Candide
- 2005 Klatergoud
- 2006 GHETTO
- 2010 Little Shop of Horrors
- 2011 The Wiz
- 2012 Footloose
- 2013 Romeo en Julia (eigen bewerking)
- 2014 Alice in Wonderland (eigen bewerking)
- 2015 Carmen (eigen bewerking)
- 2016 Fame (25-jarig jubileum)
- 2017 Pippin
- 2018 A Midsummer Night's Dream (eigen bewerking)
- 2019 Jungle Book Revisited (eigen bewerking)
- 2020 Grimm (eigen bewerking)
- 2023 Antigone (Oscar de Boer naar Sophocles)
- 2024 Hamlet (Oscar de Boer naar Shakespeare)
- 2025 PAN (Oscar de Boer naar J.M. Barrie)

## CDs
- 1995 De Wiz
- 1996 Macbeth, de musical
- 1999 Jan Rap en zijn maat